# Parlamentswahl in Ägypten 1883
Die Parlamentswahl in Ägypten 1883 war eine dreistufige Wahl, wobei nur 13,3 % der Bevölkerung das Recht hatten, zu wählen. Das Khedivat Ägypten war zu diesem Zeitpunkt formell unter türkischer Herrschaft, inoffiziell jedoch unter starkem britischen Einfluss.

## Wahlsystem
Das Wahlsystem des Landes wurde von Lord Dufferin kreiert, welches „das Design einer Pyramide angenommen“ habe. Die erste Runde der Wahl schloss die Wahl eines „Wahldelegierten“ (für den es keine Wählerkriterien gab) in ungefähr 4.300 Dorfwahlkreisen mit ein. Insgesamt waren 797.571 Bürger in der ersten Wahlrunde wahlberechtigt. Die Delegierten trafen sich in den Provinzhauptstädten, um einen Provinzrat zu wählen. Die 14 Provinzräte wählten dann jeweils ein Mitglied zum Legislativrat.
Kairo wurde in zwölf Quartiere aufgeteilt, jedes von ihnen wählte einen Delegierten, wobei 65.016 Leute wahlberechtigt waren. Die zwölf Delegierten wählten dann ein einziges Mitglied des Legislativrates. Alexandrien wurde in vier Quartiere aufgeteilt, jedes wählte wiederum einen Delegierten. Zusammen mit den einzelnen Delegierten, die von Damietta, Port Said, Rosetta, Sues, El Arisch und Ismailia gewählt wurden, wählten sie ein Mitglied des Legislativrates.

## Provinzräte
Das Land hatte 14 Provinzräte mit jeweils drei bis acht Mitgliedern. Nur Delegierte durften in die Räte gewählt werden, mit den zusätzlichen Kriterien, dass Kandidaten
- über 30 Jahre alt sein mussten
- des Lesens und Schreibens mächtig waren
- mindestens £50 jährliche Grundsteuer zahlten

und
- weder Soldat noch Funktionär waren.[2]

| Provinz           | Registrierte Wähler | Wahlmänner | Räte |
| ----------------- | ------------------- | ---------- | ---- |
| Asyut             | 78.589              | 330        | 7    |
| Beheira           | 33.832              | 311        | 5    |
| Beni Suef         | 20.965              | 200        | 4    |
| Dakahlia          | 80.132              | 451        | 6    |
| Eaneh             | 15.482              | 163        | 4    |
| Faiyum            | 30.265              | 90         | 3    |
| Gallioubieh       | 25.032              | 164        | 4    |
| Gharbia           | 144.534             | 544        | 8    |
| Giza              | 42.073              | 202        | 4    |
| Girga             | 108.991             | 646        | 5    |
| Minya             | 14.185              | 290        | 4    |
| Monufia           | 105.471             | 345        | 6    |
| Qena              | 26.620              | 114        | 4    |
| Sharqia           | 71.400              | 445        | 6    |
| Gesamt            | 797.571             | 4.295      | 70   |
| Quelle: The Times |                     |            |      |

## Legislativrat
Der Legislativrat bestand aus 30 Mitgliedern, 14 von ihnen wurden durch Provinzräte gewählt, 14 durch den Khediven auf Rat seiner Minister ernannt, einer durch die Delegierten Kairos gewählt und einer durch Delegierte von den anderen sieben Städten gewählt. Er trat sechsmal pro Jahr zusammen, beginnend im Februar, dann in jedem anderen Monat.

## Allgemeiner Rat
Ein Allgemeiner Rat wurde ebenfalls versammelt. Dieser hatte 84 Mitglieder, die aus den acht Ministern des Khediven, den 30 Mitgliedern des Legislativrats und weiteren 46 durch Wähler von den Dorfwahlkreisen, Großstädten und Städten gewählten Mitgliedern zusammengesetzt waren. Das gleiche Wahlberechtigungskriterium wie bei den Provinzräten wurde an den Mitgliedern des Allgemeinen Rates angewandt, mit Ausnahme der Maßgabe bezüglich der Grundsteuer, die auf 20 £ in Kairo and Alexandria und auf null für den Rest des Landes gesenkt wurde.
| Zusätzliche Mitglieder des Allgemeinen Rates nach Wahldistrikt | Zusätzliche Mitglieder des Allgemeinen Rates nach Wahldistrikt |
| Areal                                                          | Mitglieder                                                     |
| -------------------------------------------------------------- | -------------------------------------------------------------- |
| Cairo                                                          | 4                                                              |
| Alexandria                                                     | 3                                                              |
| Damietta                                                       | 1                                                              |
| Rosetta                                                        | 1                                                              |
| Sues/Port Said                                                 | 1                                                              |
| Ismailia/El Arisch                                             | 1                                                              |
| Provinzen Unterägyptens                                        | 20                                                             |
| Provinzen Oberägyptens                                         | 15                                                             |
| Gesamt                                                         | 46                                                             |
| Quelle: The Times                                              |                                                                |